# سیارک ۴۹۸۳
سیارک ۴۹۸۳ (به انگلیسی: 4983 Schroeteria، نامگذاری:1977RD7) چهار هزار و نهصد و هشتاد و سومین سیارک کشف شده‌است که در ۱۱ سپتامبر ۱۹۷۷ کشف شد.
قدر مطلق سیارک برابر ۱۳٫۲۰ است.